# Hanja
Hanja (eller hancha) er den koreanske betegnelse for de traditionelle kinesiske tegn (hanzi), som tidligere var almindelige i koreansk skrift. I 1400-tallet introduceredes hangulskrift og hanja er i dag afskaffet i officielle forhold i Sydkorea og i Nordkorea, til trods for at hanja stadig er obligatorisk i nordkoreanske skoler. 
| Sprog | Spire Denne artikel om sprog er en spire som bør udbygges. Du er velkommen til at hjælpe Wikipedia ved at udvide den. |